# Ophiocoma aegyptica
Ophiocoma aegyptica is een slangster uit de familie Ophiocomidae.
De wetenschappelijke naam van de soort werd in 1991 gepubliceerd door F.E. Soliman.